# Adolf Wedemeyer
Johann Friedrich Adolph Ferdinand Wedemeyer (auch: Johann Friedrich Adolf Ferdinand Wedemeyer, Rufname Adolf oder Adolph; * 5. September 1793 in Elbingerode; † 15. Dezember 1869 in Hannover) war ein deutscher Jurist, hannoverscher Geheimrat und Staatsminister.

## Leben
Geboren zur Zeit des Kurfürstentums Hannover 1793 in der Stadt Elbingerode im Harz im Amtshaus des dortigen Amtes als eines von acht Kindern des dort tätigen Oberamtmanns Christian Friedrich Wedemeyer (* 2. Oktober 1747 in Hardegsen; † 12. April 1828 in Elbingerode) und der Johanne Friederike Bona (* 14. Juli 1755 in Uebelngönne; † 3. April 1807 in Elbingerode), wurde Adolph Wedemeyer wenige Tage nach seiner Geburt am 12. September 1793 in der Kirche getauft. Seine Eltern schickten ihn jedoch nach Ilfeld zum Besuch der dortigen Klosterschule. Anschließend studierte Wedemeyer in Göttingen an der Georg-August-Universität zunächst ein Jahr lang Medizin, was ihn jedoch „[...] hypochonder in Bezug auf seine Gesundheit“ machte. Daher wechselte er zum Studium der Rechtswissenschaften. In dieser sogenannten „Franzosenzeit“ im nunmehrigen Königreich Westphalen konnte ihm sein Vater aufgrund der negativen wirtschaftlichen Folgen während der Besatzung durch die Truppen Napoleon Bonapartes finanziell allerdings nur eingeschränkt unterstützen. Umso fleißiger studierte Wedemeyer, arbeitete während des Studiums zudem als Auditor in Harste und legte schließlich „[...] ein Aufsehen erregend gutes Examen“ ab.
Schon in den ersten Jahren des Königreichs Hannover trat Wedemeyer 1818 in den hannoverschen Staatsdienst ein, erhielt zunächst die Stellung des Amtsassessors bei August Wilhelm Rehberg.
Am 11. November 1821 heiratete Wedemeyer in der Schlosskirche des Leineschlosses seine erste Ehefrau Johanne Sophie Louise (* 2. November 1799 in Hannover; † 23. April 1833 ebenda), eine Tochter des in Hannover tätigen Regierungsrates Gabriel Wilhelm Ubbelohde und der Eleonora Christine Louise, geborene von Chüden, mit der er die ersten fünf seiner insgesamt sieben Kinder haben sollte.
Ab 1824 gehörte Adolf Wedemeyer dem hannoverschen Kriegsministerium an, in dem er nacheinander anfangs zum Kriegsrat, dann zum Geheimen Kriegsrat und zuletzt zum Generalsekretär ernannt wurde, gleichbedeutend der Stellung eines Unterstaatssekretärs.
Nach dem Tode seines Vaters wurde Wedemeyer durch den aufgrund der andauernden Personalunion zwischen Großbritannien und Hannover noch im Zentrum des British Empire regierenden König Georg IV. 1829 mit zahlreichen und zum Teil großen Gütern im hannoverschen Königreich belehnt: Versehen mit den Unterschriften der hannoverschen Minister Friedrich Franz Dietrich von Bremer, Franz von Meding und August von Stralenheim sowie des Sekretärs Starcke wurde Wedemeyer – gemeinsam mit zahlreichen anderen männlichen Verwandten – „[...] mit den in Dep. 25 A Nr. 101 (von 1598 August 10) genannten Gütern“ wie „[...] dem freien Hof St. Galli in Hannover“ belehnt, aber auch mit Gütern in oder um Eldagsen – ähnlich wie schon Jahrhunderte zuvor auch Konrad Wedemeyer der Ältere – aber auch in Alferde, Renwersen, Diedersen, Völksen, Kovingen, Berkel, Wangelist bei Hameln, Hastenbeck, Börry, Hossingen, Lauenstein (Salzhemmendorf) und Linse.
Unterdessen war Wedemeyer neben seinen Verwaltungstätigkeiten auch parlamentarisch tätig geworden: Zunächst reiste er Anfang der 1830er Jahre in Staatsangelegenheiten als Vortragender Rat und Begleiter des Grafen und Ministers von Kielmansegge in das Vereinigte Königreich Großbritannien und Irland zu Georg IV. Dieser ernannte Wedemeyer 1831 zu einem von insgesamt sieben „Commissarien“, die gemeinsam mit den aus dem Ober- und Unterhaus abgeordneten Deputierten den Entwurf des Hannoverschen Staatsgrundgesetzes zu prüfen hatten.
Bereits im Folgejahr 1832 wurde Wedemeyer Mitglied der zweiten Kammer der Ständeversammlung des Königreichs Hannover, anfangs durch Wahl, später durch königliche Ernennung. Etwa zur selben Zeit stand der königliche Hofbauarchitekt Georg Ludwig Friedrich Laves kurz vor der Vollendung des Thronsaal-Anbaus für das erste hannoversche Ständehaus.
Gut ein Jahr nach dem Tod seiner ersten Frau, die 1833 auf dem Neustädter St. Andreas-Friedhof bestattet wurde, heiratete der Vater von drei minderjährigen Kindern – zwei andere waren bereits Ende August/Anfang September 1829 gestorben – am 20. Mai 1834 in der Kirche St. Ulrici-Brüdern in Braunschweig die Auguste (Anna Henriette Auguste; * 21. März 1804 in Braunschweig; † 16. Januar 1871 in Hannover), eine Tochter des Herzoglich Braunschweigischen Kammerrats und Forstmeisters Johann Georg Melsheimer und der Anna Dorothea Henriette Hase. Mit seiner zweiten Ehefrau, die „künstlerisch sehr begabt“ und von der ein Bildnis des Malers Conrad L’Allemand (Maler) später verbrannte, hatte Wedemeyer zwei weitere Kinder.
In seiner Funktion als Abgeordneter der zweiten Ständekammer, die er neben seinen anderen Tätigkeiten bis in das erste Jahr der Deutschen Revolution 1848 ausüben würde, tat sich Wedemeyer als entschlossener Vertreter der wechselnden Regierungen hervor. 1841 bis 1847 war er zudem Präsident der zweiten Kammer.
1848 bewohnte Wedemeyer laut dem Adreßbuch der Königlichen Haupt- und Residenzstadt Hannover (von 1849) ein Haus in der – damaligen – Georgstraße 8. Während der Märzregierung im selben Jahr unterstützte er – der noch immer Generalsekretär des Kriegsministeriums war – das Ministerium des Innenministers Johann Carl Bertram Stüve insbesondere in der Opposition gegen die Frankfurter Nationalversammlung. Doch als nach Stüves Rücktritt im Herbst 1850 unter „[...] dem neu gebildeten Ministerium Münchhausen-Lindemann“ der General Carl Jacobi das Kriegsministerium übernahm, erschien es Jacobi zweckmäßiger, Wedemeyers Generalsekretariat einem Officier zu übertragen. So schied Adolph Wedemeyer zu Ostern 1851 schließlich aus dem Hannoverschen Kriegsministerium aus und ließ sich als Oberamtmann nach Ilten in das dortige Amt versetzen.
Nur wenig später berief König Georg V. Wedemeyer am 21. Mai 1851 zur Übernahme des Ressorts des Innenministeriums unter dem neu gebildeten Kabinett des Ministerpräsidenten Eduard Christian von Lütcken. Allerdings bestand das Innenministerium so dann nur noch wenige Jahre. Aus diesen Jahren hat sich immerhin ein Schriftwechsel des Innenministers an den Naturwissenschaftler Carl Friedrich Gauß in Bezug auf ein meteorologisches Messinstrument von dessen Mechaniker Moritz Meyerstein von 1854 erhalten. In dieser Zeit griff das Innenministerium aber auch entscheidend in den schwelenden Verfassungskonflikt ein, als es die von Gustav Zimmermann ausgearbeitete Denkschrift am 16. November 1854 dem damaligen Bundestag in Frankfurt überreichte. Mit dieser Schrift unterstützte Hannover vollumfänglich die Beschwerden der Ritterschaft, ebnete dadurch dem Einschreiten des Bundestages den Weg: Nachdem Georg V. als Anhänger des sogenannten „Monarchischen Prinzips“, also des Absolutismus, „[...] 1855 die Verfassung von 1848 zugunsten des reaktionären Verfassungsgesetzes von 1840“ aufhob, und das Innenministerium unter Lütcken, der die Entscheidungen des Bundestages nicht umsetzen wollte, schließlich Ende Juli 1855 zurücktrat und Wilhelm von Borries Platz machte, der die Anweisungen des Bundestages dann zum 1. August des Jahres umsetzte, nahm Adolph Wedemeyer seinen endgültigen Abschied aus dem hannoverschen Staatsdienst unter Beibehaltung des ihm zuvor verliehenen Titels „Wirklicher Geheimer Rat“ und zog nach Göttingen.
Als nach der Schlacht bei Langensalza Preußen das Königreich Hannover annektiert hatte, zog Adolf Wedemeyer im Herbst 1866 zurück nach Hannover, wo er – laut dem Adressbuch von 1868 als Geheimrat und Exzellenz bezeichnet – am Klagesmarkt 6 I wohnte. 1869 wurde er auf dem Stadtfriedhof Engesohde bestattet, wie bald nach ihm auch seine Ehefrau und Anfang des 20. Jahrhunderts eine seiner Töchter.

## Sonstiges
Wedemeyer war seit 1830 Ritter und seit 1854 Commandeur 1. Klasse des Guelphen Ordens. Familiär war er Vorsteher des Familienfideikommisses Anrode (später Paetzig) sowie Inhaber des dritten Majorats zu Eldagsen und Senior des Wedemeyerschen Stammes in der Voigt´schen Familienstiftung Gut Neuhof.

## Archivalien
Archivalien von und über Wedemeyer finden sich beispielsweise
- über den Kalliope-Verbund:
  - drei Briefe von Wedemeyer aus dem Jahr 1818 aus Ilfeld an den Archivar, Bankier und Kunstsammler Georg Kestner bezüglich der Finanzangelegenheiten des Hofrates Justus Christoph Leist; im Nachlass Kestners in der Universitätsbibliothek Leipzig, Signatur NL 290/1/209, NL 290/1/210 und  NL 290/1/211[13]
  - Brief Wedemeyers an Karl Otfried Müller von 1829; Niedersächsische Staats- und Universitätsbibliothek Göttingen, Signatur K.O. Müller 2,6, Nr. 1311[13]
  - handschriftlicher Brief Wedemeyers von 1854 an die Alliance-Feuer-Versicherungsanstalt mit Sitz in Hannover; im Stadtarchiv Hannover, Signatur 4764[13]
- über das Archivinformationssystem Niedersachsen
  - Brief von König Georg IV. vom 11. Dezember 1829 mit zwei Blatt Pergament und zwei Blatt Papier, Siegel in Blechkapsel am Pergamentstreifen, Unterschriften der Minister von Bremer, von Meding, von Stralenheim und des Sekretärs Starcke; im Niedersächsisches Landesarchiv (Standort Hannover), Signatur ÄÄNLA HA Dep. 25 A Nr. 238[7]